# Albatron Technology
Albatron Technology, Co. Ltd. est une société basée à Taïwan dont le PDG actuel est Jack Ko. L'entreprise est principalement reconnue pour la construction de cartes graphiques à base de chipset graphique NVIDIA exclusivement, commercialisée sous la marque Albatron. Elle a su se démarquer du lot en n'étant plus considérée comme faisant partie du traditionnel "noname" mais bien comme un constructeur de cartes graphiques à part entière, notamment en changeant le ventirad d'origine de ses cartes graphiques ou en offrant plusieurs accessoires avec celles-ci.
L'entreprise débute en 1984 sous le nom Chun Yun Electronics, et commercialise des TVs, mais elle est renommée en "Albatron Technology " en 2002 et élargie sa gamme de produits. Son quartier général est situé à Taipei, Taïwan, depuis 2002. L'entreprise commerce avec plus de 60 distributeurs dans le monde, et 4 % de ses revenus ont été investis dans la R&D.